# Marc Genton
Pour les articles homonymes, voir Genton.
Marc G. Genton est un mathématicien suisse. Il est connu comme un spécialiste des statistiques spatio-temporelles, de la science des données et de leurs applications en géophysique, en climatologie et en océanographie.

## Formation et carrière
Marc Genton effectue ses études à l'École polytechnique fédérale de Lausanne, où il obtient son B.Sc. d'ingénieur en mathématiques appliquées en 1992, puis sa M.Sc. d'enseignement des mathématiques appliquées en 1994 et un doctorat de statistiques en 1996.
Il est actuellement professeur émérite de statistique à l'Université des sciences et technologies du roi Abdallah (KAUST) en Arabie saoudite.  

## Prix et distinctions
Marc Genton est lauréat du prix Wilcoxon (2017) et du prix El-Shaarawi (2010).
L'International Association for Mathematical Geosciences (en), Association internationale des géosciences mathématiques, lui a attribué la conférence Georges Matheron en 2020. Il est fellow de la Royal Statistical Society.